# Armin Münch (Grafiker)
Armin Münch (* 1. Mai 1930 in Rabenau; † 21. August 2013 in Rostock) war ein deutscher Grafiker, Zeichner und Hochschullehrer. Er galt als einer der bedeutendsten zeitgenössischen Zeichner Mecklenburg-Vorpommerns.

## Leben
Münch wuchs in der sächsischen Kleinstadt Rabenau auf und erlebte im Februar 1945 als Jugendlicher die Bombardierung Dresdens mit. Er begann seine künstlerische Laufbahn als grafischer Zeichner beim Sachsenverlag Dresden. Von 1950 bis 1955 studierte er bei Erich Fraaß, Heinz Lohmar, Hans-Theo Richter und Max Schwimmer an der Hochschule für Bildende Künste Dresden. Er diplomierte mit dem Werk Die Fischer vom Kap Arkona. 1955 übersiedelte Münch nach Rostock, um am Meer zu leben, das ihn zeitlebens als Künstler inspirierte. Er war von 1958 bis 1960 Meisterschüler für Grafik an der Deutschen Akademie der Künste zu Berlin (Ost) bei Hans-Theo Richter. Von 1960 bis 1970 wirkte Münch als freischaffender Grafiker und Zeichner in Rostock und lebte seitdem in Lütten Klein. 
Von 1970 bis 1975 war er Dozent an der Kunsthochschule Berlin-Weißensee und von 1976 bis 1991 Ordentlicher Professor an der Universität Greifswald. Zu seinen Schülerinnen und Schülern gehörten u. a. Christel Bachmann, Günter Blendinger und Rolf Händler.
Münch war bis 1990 Mitglied des Verbands Bildender Künstler der DDR. Er hatte in der Zeit der DDR eine bedeutende Zahl von Einzelausstellungen und Ausstellungsbeteiligungen, u. a.  von 1958 bis 1978 an allen Deutsche Kunstausstellungen bzw. Kunstausstellung der DDR in Dresden. Studienreisen führten ihn in die Sowjetunion, die CSSR, nach Rumänien und Polen.
Von 1996 bis 2000 hatte Münch einen Lehrauftrag an der Universität Rostock. Er war Mitglied des „Kunstvereins zu Rostock von 1841“ und ab 1995 der Prüfungskommission der privaten Kunsthochschule Bochum (IBKK). 
Im Mai 2001 übernahm die Universität Rostock 15.000 Zeichnungen, Druckgraphiken und Skizzenbücher Münchs.

## Ehrungen (Auswahl)
- 1964: Kunstpreis der Stadt Rostock
- 1965: Kunstpreis der FDJ
- 1967: Kunstpreis der DDR
- 1968 und 1975: Kunstpreis des FDGB
- 1970: Nationalpreis der DDR III. Klasse
- 1975: Orden Banner der Arbeit
- 1977: Kunstpreis der Gesellschaft für Deutsch-Sowjetische Freundschaft
- 1979: Theodor-Körner-Preis
- 1980: Johannes-R.-Becher-Medaille

## Werk
Armin Münch schuf vor allem Bilderzyklen (Werft, Meermenschen, Störtebeker u. a.), Buchillustrationen (Sonnenblumenbäuerin, Der Mann auf dem Kirr). Armin Münch schuf Grafiken und andere Illustrationen für den Rostocker Schriftsteller Michael Baade: Dornbuschinsel, Der Taubenäugigen, ...und Eva ist sehr schön, Sturmkinder... auf Hiddensee und anderen Inseln, Einmal will ich dieses Licht noch sehen..., Hiddensee. Eine Liebeserklärung, Geboren am Meer) und Grafik-Kataloge (Kernkraftwerk Nord Greifswald-Lubmin, Adam und Eva, Faust).
1962 veröffentlichte der Hinstorff Verlag Franz Fühmanns Böhmen am Meer in einer Vorzugsausgabe mit vier handsignierten Originalradierungen Münchs.

## Publikationen
- Das Meer – Aus Tagebüchern 1954–2001. BS-Verlag Rostock, 2002, ISBN 3-935171-88-9
- Entwurf. Mit 36 Grafiken des Künstlers, Ausstellung in der Nikolaikirche in Rostock vom 16. Juni 2010 bis 4. August 2010. ISBN 978-3-86785-128-2, 52 Seiten
- Galionsfiguren. BS-Verlag Rostock, 2010, ISBN 978-3-86785-000-1, 116 Seiten
- Heiligendamm 2007. BS-Verlag Rostock, 2007, ISBN 978-3-86785-089-6, 75 Seiten
- Erlebnis Landschaft, Porträts; Zeichnungen, Kunstbuchreihe 26, Band 8 (2011), 28 und 29 (2012). Verlag Walter Graupner, Eggesin, je 26 Seiten